# Анаклет II (антипапа)
Анаклет II (Pietro Pierleoni, 1090, Рим — 25 січня 1138) — з 1130 року до смерті антипапою до папи Іннокентія II (Innozenz II). Коронував Рожера II королем Сицилії.